# 팻슨 다카
팻슨 다카(영어: Patson Daka, 1998년 10월 9일 ~ )는 잠비아의 축구 선수이다. 포지션은 공격수이며, 현재 잉글랜드 프리미어리그의 레스터 시티 FC에서 뛰고 있다.

## 클럽 경력
다카는 카푸에 셀틱에서 유소년 커리어를 시작했다. 2014년, 다카는 잠비아 슈퍼 리그의 은창가 레인저스로 1년 임대되었다. 이후 2015년 여름, 파워 다이너모스로 임대되었다. 그 전에 그는 릴에서 연습 세션에 참여했으나, 프랑스 클럽과 계약을 맺지는 못했다.
2016 시즌이 끝날 때, 그는 잠비아 슈퍼 리그 올해의 젊은 선수 상을 수상했다. 다카는 카푸에 셀틱에서 FC 리퍼링으로 반 시즌 임대되어 처음으로 오스트리아로 이적했다.
2017년, 다카는 레드불 잘츠부르크와 계약을 체결했다. 2019년 12월 18일, 다카는 잘츠부르크와의 계약을 2024년 여름까지 연장했다.
2021년 6월 30일, 다카는 프리미어리그의 레스터 시티와 5년 계약을 체결했다. 계약 금액은 약 2,300만 파운드로 보고되었다.